# Microveliinae
Sous-famille
Les Microveliinae sont une sous-famille d'insectes du sous-ordre des Hétéroptères, de l'infra-ordre des Gerromorphes, de la famille des Veliidae.

## Morphologie
Les Microveliinae sont de petites tailles (2 à 4 millimètres) et présentent des traits morphologiques adaptés à la vie sur l'eau et en environnement humide tels que des soies hydrophobes sur le corps et les pattes qui leur permettent de flotter et de retenir les bulles d'air et ainsi éviter la noyade,. On peut aussi noter la présence de deux morphologies différentes selon les espèces: l'une avec un plan d'organisation de longueur des pattes similaire aux insectes terrestres et associés à la marche; et le second avec la deuxième paire de pattes plus longue et qui est associée avec un mouvement de nage à la surface de l'eau,,.  

## Écologie
L'aire de répartition des Microveliinae se trouve dans les zones tropicales et tempérées,. Ils occupent diverses niches écologiques telles que des flaques d'eau, les rives des étangs ou des rivières, voire totalement sur l'eau,. Certaines espèces vivent à l'interface entre terre et eau, voire sur des plantes aquatiques comme des nénuphars et sont aptes à se déplacer sur les deux surfaces,. D'autres espèces sont plus adaptées à la vie à la surface de l'eau et passent la majorité de leur temps sur le milieu aquatique et ne vont plus du tout sur le milieu terrestre. On trouve également, mais très rarement, quelques espèces qui vivent en environnement boueux,. Leur régime alimentaire se compose essentiellement d'insectes vivants ou morts qui se trouvent piégés à la surface de l'eau.

## Diversité
Les Microveliinae rassemblent 21 genres classés en trois tribus qui sont Hebroveliini, Veliohebriini et Microveliini. Le plus diversifié des genres est Microvelia qui rassemble 170 espèces.

### Liste des tribus et des genres
Selon BioLib (2 avril 2022) :
- tribu Hebroveliini Lundblad, 1939
  - genre Hebrovelia Lundblad, 1939
- tribu Microveliini China & Usinger, 1949
  - genre Aegilipsicola D. Polhemus & J. Polhemus, 1994
  - genre Afrovelia
  - genre Baptista Distant, 1903
  - genre Drepanovelia Andersen & Weir, 2001
  - genre Euvelia Drake, 1957
  - genre Geovelia Zimmermann, 1984
  - genre Husseyella Herring, 1995
  - genre Lacertovelia Andersen & Weir, 2001
  - genre Microvelia Westwood, 1834
  - genre Microvelopsis Andersen & Weir, 2001
  - genre Neoalardus Distant, 1912
  - genre Nesidovelia Andersen & Weir, 2001
  - genre Neusterensifer J. Polhemus & D. Polhemus, 1994
  - genre Papuavelia D. Polhemus & J. Polhemus, 2000
  - genre Petrovelia Andersen & Weir, 2001
  - genre Phoreticovelia D. Polhemus & J. Polhemus, 2000
  - genre Polhemovelia Zettel & Sehnal, 2000
  - genre Pseudovelia Hoberlandt, 1950
  - genre Tanyvelia D. Polhemus & J. Polhemus, 1994
  - genre Tarsovelia Polhemus & Polhemus, 1994
  - genre Tarsoveloides Andersen & Weir, 2001
  - genre Tenagovelia Kirkaldy, 1908
  - genre Tonkouivelia Linnavuori, 1977
  - genre Xiphovelia Lundblad, 1933
  - genre Xiphoveloidea Hoberlandt, 1951
- tribu Velohebriini Štys, 1976
  - genre Velohebria Štys, 1976
  - genre Aegilipsovelia J. Polhemus, 1970
  - genre Aphrovelia J. Polhemus & D. Polhemus, 1988
  - genre Aquulavelia Thirumalai, 1999
  - genre Brechivelia D. Polhemus & J. Polhemus, 1994
  - genre Carayonella Poisson, 1948
  - genre Cylicovelia J. Polhemus & Copeland, 1996
  - genre Eyarinella Zettel & Laciny, 2021
  - genre Fijivelia J. Polhemus & D. Polhemus, 2006
  - genre Gracilovelia Poisson, 1955
  - genre Lathriovelia Andersen, 1989
  - genre Mangrovelia Linnavouri, 1977
  - genre Menuthiasia Poisson, 1952
  - genre Microveliopsis Andersen & Weir, 2001
  - genre Microveloidella Poisson, 1952
  - genre Nilsvelia Cassis, Hodgins, Weir & Tatarnic, 2017
  - genre Rheovelia D. Polhemus & J. Polhemus, 1994
  - genre Submicrovelia Poisson, 1951
  - genre Thirumalaia Zettel & Laciny, 2021
  - genre Tubuaivelia J. Polhemus & D. Polhemus, 2008